# 帽苞薯藤
帽苞薯藤（学名：Ipomoea pileata）为旋花科番薯属的植物。分布在加里曼丹岛、热带东非、印度、马来半岛、马斯克林群岛、印度尼西亚、中南半岛、斯里兰卡、菲律宾以及中国大陆的广西、广东、云南等地，生长于海拔100米至980米的地区，一般生长在林缘、山坡、路旁阳处以及山坡草地向阳处，目前尚未由人工引种栽培。

## 别名
盘苞牵牛（海南植物志）